# Епархия Хундуна
Епархия Хундуна (лат. Dioecesis Homtomensis) — епархия Римско-Католической церкви c центром в городе Хундун, Китай. Епархия Хундуна входит в митрополию Тайюаня.

## История
17 июня 1932 года Святой Престол учредил апостольскую перфектуру Хундуна, выделив её из апостольского викариата Луаньфу (сегодня — Епархия Луаня).
18 апреля 1950 года Римский папа Пий XII выпустил буллу Ad episcopalis hierarchiae, которой преобразовал апостольскую префектуру Хундуна в епархию.

## Ординарии епархии
- епископ Peter Cheng Yu-tang (Tch’eng) (24.05.1932 — 1942);
- епископ Joseph Gao Zong-han (Kao) (1943—1949);
- епископ Francis Han Ting-pi (Tingbi) (18.04.1950 — 21.12.1991);
  - Sede vacante (с 21.12.1991 — по настоящее время).

## Источник
- Annuario Pontificio, Libreria Editrice Vaticana, Città del Vaticano, 2003
- Булла Ad episcopalis hierarchiae, AAS 42 (1955), стр. 620  (лат.)